# El Cerrito (Colombia)
El Cerrito è un comune della Colombia facente parte del dipartimento di Valle del Cauca.
Il comune è conosciuto perché ospita la tenuta "El Paraíso", dove lo scrittore Jorge Isaacs è vissuto ed ha ambientato il suo romanzo María. Parte del suo territorio appartiene al Parque Nacional Natural Las Hermosas. Dista 47 km da Cali, la capitale del dipartimento.

## Toponomastica
Il nome del comune, di origine castigliana, fa riferimento al pendio dove è ubicata la città: ai piedi di un massiccio della Cordigliera delle Ande colombiane.

## Geografia fisica
La città si trova in pianura, sulle rive dell'omonimo fiume, nel versante occidentale della Cordigliera Centrale.
Topograficamente si suddivide in due zone: una montuosa, che comprende le pendici occidentali della Cordigliera Centrale e una pianeggiante o collinare, che comprende la valle del fiume Cauca. L'idrografia annovera i fiumi Amaime, Cauca, Cerrito e Sabaletas, numerosi torrenti e piccoli corsi d'acqua, e dal lago Tres Américas.

### Confini
Il comune confina al nord con Guacarí e Ginebra, ad oriente con Chaparral appartenente al Dipartimento di Tolima, al sud con Palmira, ed a occidente con Vijes.

### Rioni e quartieri
I suoi rioni (corregimentos) sono: Santa Elena, El Placer, San Antonio, Santa Luisa, El Pomo, El Castillo, El Moral, El Carrizal, Aují, Los Andes e Tenerife.
Il capoluogo municipale è suddiviso nei barrios (quartieri) San Rafael, Santa Bárbara, Chapinero, Buenos Aires, Eduardo Cabal Molina, La Estrella, El Rosario, Sagrado Corazón, Álvaro Navia Prado, El Cincuentenario, La Esperanza, Sajonia, Pueblito Valluno, Coincer, Villa del Carmen, Los Samanes, Villa Cariño, Villa La Paz, Brisas de la Merced (Teatrino), Nuevo Amanecer ed El Porvenir.

## Storia

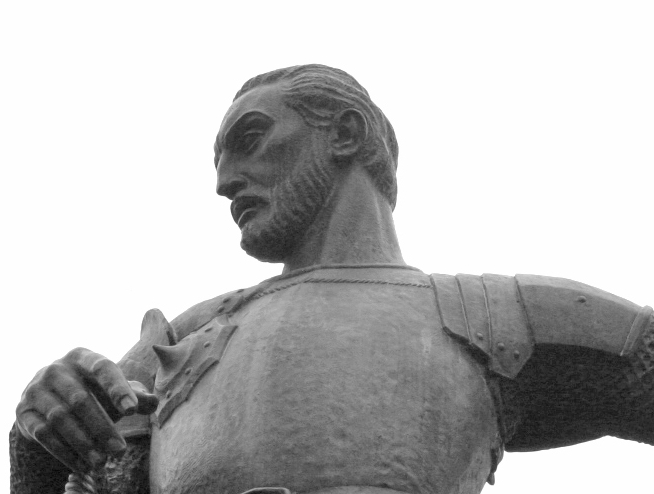
Statua di Sebastián de Belalcázar a Cali

All'arrivo dei conquistadores capeggiati da Sebastián de Belalcázar il territorio fu abitato dai pijaos che, sotto il comando dal cacicco Calarcá, furono sconfitti dagli europei.
Nella regione di Guazábara, dove gli indios adoravano l'albero "totujandi", il capitano Gregorio de Astigarreta fondò la tenuta "San Jerónimo de los Ingenios" che apparteneva al comune di Guacarí e dove sorsero le prime abitazioni nel 1797. Il consiglio comunale di Cali istituì il comune di Pantanillo che aveva giurisdizione dal fiume di Las Guabas fino al fiume Nima e che dal 1821 passò sotto la giurisdizione del Cantone di Buga e che successivamente fu trasferito ai terreni donati da Petrona e Sebastiana Cárdenas.
La prima messa fu celebrata dal presbitero don Manuel José Guzmán il 30 agosto 1825, il quale diede il nome  "San Jerónimo" al territorio. Per un'ordinanza del 14 ottobre 1854 degli organi legislativi del Cauca fu istituito un distretto con il nome di Guzmán, in onore del sacerdote, e per l'ordinanza del 30 agosto 1864 il territorio fu elevato alla categoria di distretto municipale con il nome di El Cerrito.
Nel territorio del municipio si trovano alcune antiche tenute della Valle del Cauca. Tra esse si trova la tenuta el Paraíso, costruita nel XVIII secolo ubicata ai piedi della cordigliera Centrale; fu in questa tenuta dove lo scrittore Jorge Isaacs ambientò il suo romanzo "María".

## Attività economica
Le principali attività economiche sono l'agricoltura e l'allevamento, con la produzione d'uva, canna di zucchero e la lavorazione del cuoio. Nel territorio si produce anche mais, soia, riso, miglio, fagioli, peperoncini e fiori tropicali come le orchidee.
Sviluppate sono anche la produzione di mobili, specialmente in legno, e la promozione turistica.

## Festività

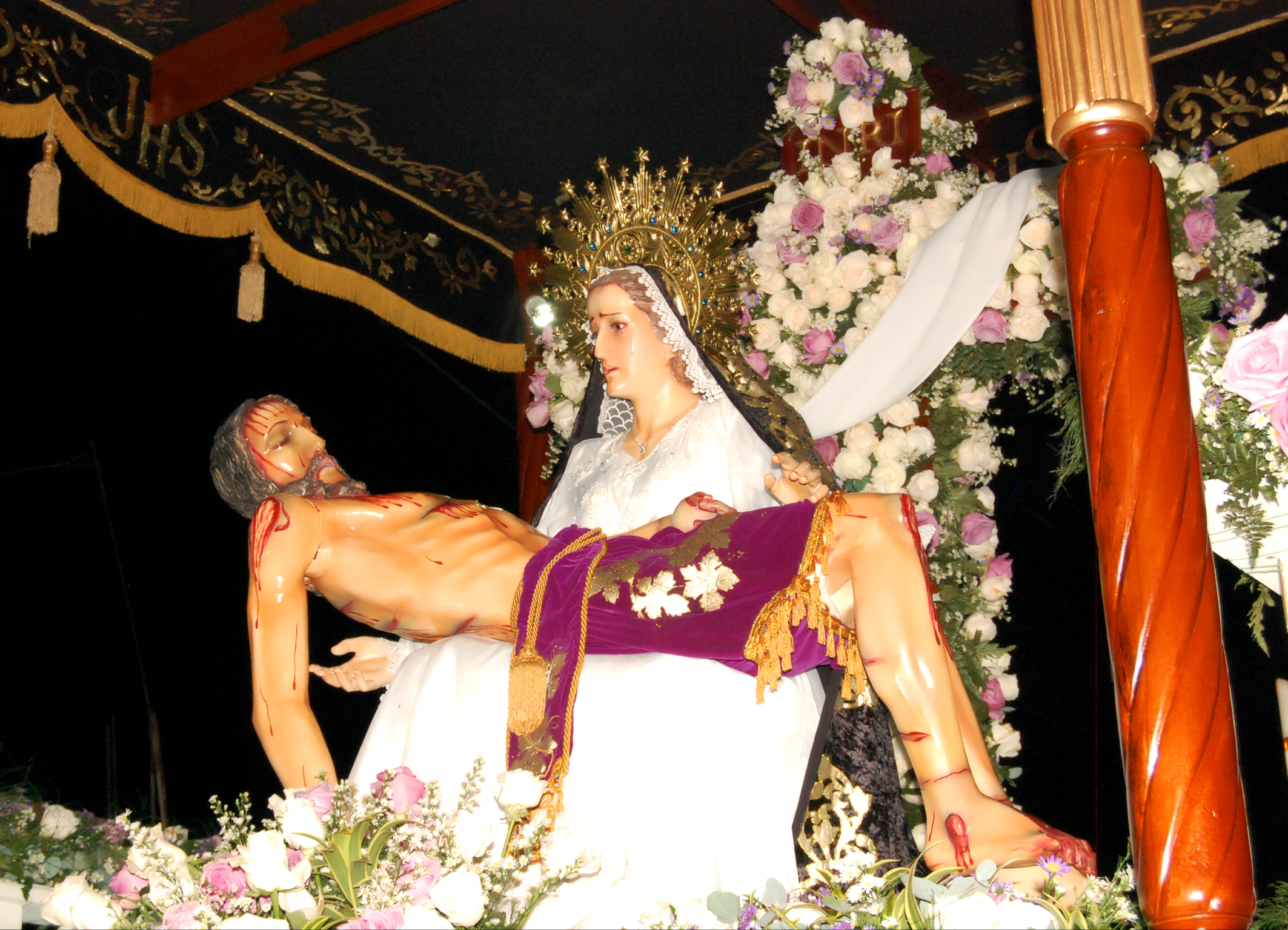
Processione del Venerdì Santo a El Cerrito

- "Festa della Cipolla" a Tenerife Valle Despensa Agrícola del Valle (ad agosto).
- "Festa del contadino" nel rione di Auji (a luglio).
- "Settimana Santa".
- "Festa dell'Anniversario".
- "Festa dell'uva" nel rione di Santa Elena.
- "Día de blancos y negros" nel rione di El Placer.
- "Concorso di aquiloni" (nei mesi di luglio e agosto)
- Festa patronale in onore della Santissima Vergine di Chiquinquirá.
- "Festival Isaacsiano della Cultura" realizzato dalla fondazione "Centro Cultural Universitas Casa de la Cultura".

## Attrattive turistiche
Nella città si trovano edifici con valore storico come le tenute coloniali: El Albión, Trejitos, La Merced, La María, La Cruz, El Paraíso, Piedechinche, La Concepción, Novillero, La Argelia, La Aurora, San Miguel, Trapiche de San Fernando, El Hatico, Milán, El Trejo, Villa Mercedes e San Joaquín.

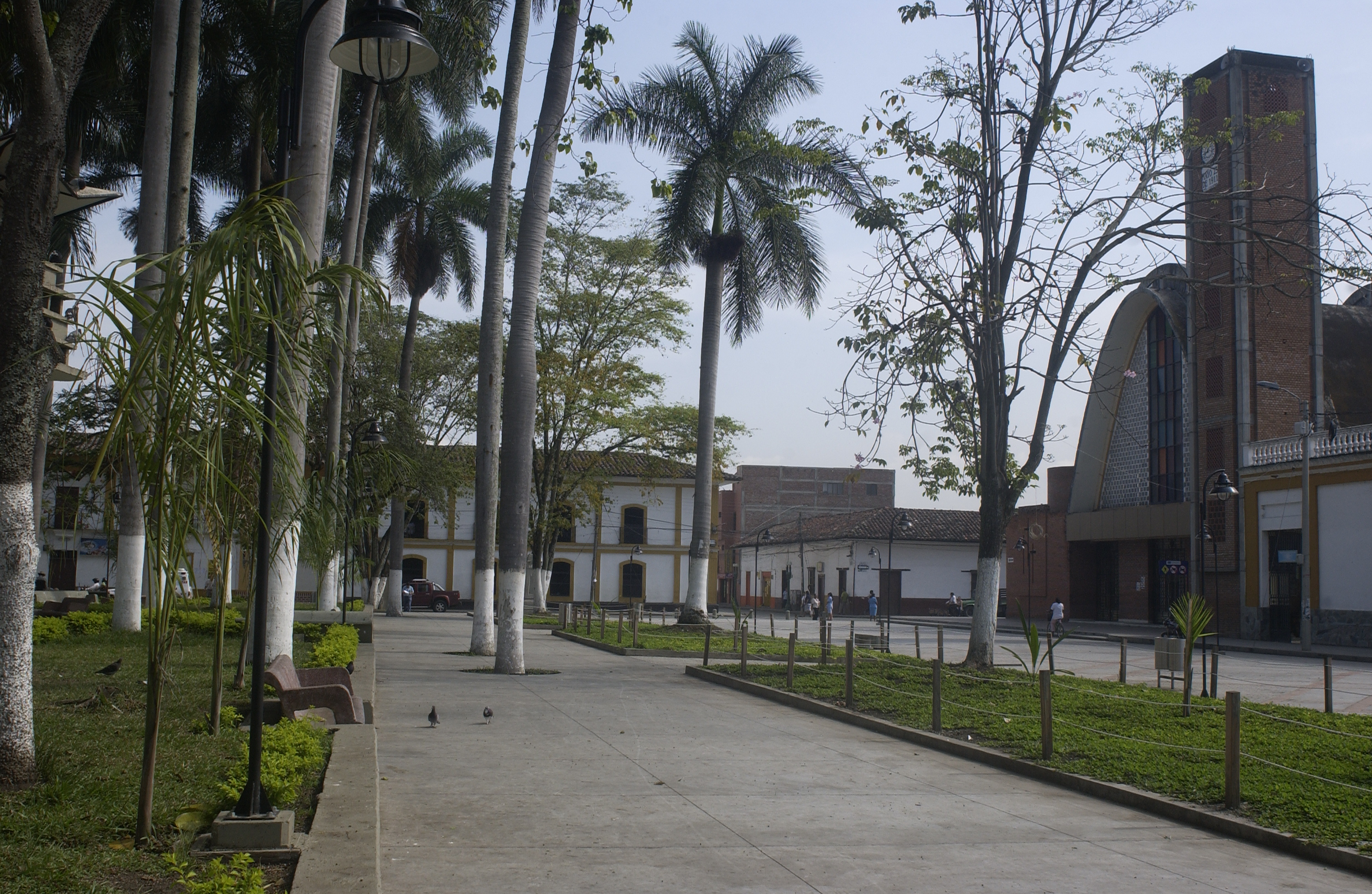
Parco Francisco Antonio Rada

Le altre attrattive turistiche sono:
- Casa Canonica
- Sede educativa Pedro Antonio Molina
- Sede educativa María Inmaculada
- Ponte El Trincho
- Teatro all'aria aperta «Marina Arango»
- Hotel Club El Paraíso
- Antica casa del Colegio Jorge Isaacs
- Centro Culturale Universitas
- Stazione ferroviaria e piazzetta di Santa Bárbara
- Stadio municipale «Alfredo Vásquez Cobo»
- Parco Francisco Antonio Rada e struttura della piazza
- Portale dell'antico ospedale e cimitero
- Galleria

## Infrastrutture e trasporti

### Strade
Una rete stradale collega El Cerrito con i paesi limitrofi: Buga, Rozo (Palmira) e Costa Rica (Ginebra). Inoltre possiede strade interne di collegamento con Ginebra.

## Religione: parrocchie della Chiesa cattolica
Le tre parrocchie di El Cerrito appartengono alla diocesi di Palmira: la parrocchia della Vergine di Chiquinquirá, istituita dalla fondazione di El Cerrito; la parrocchia del Perpetuo Soccorso, fondata il 16 luglio 1990; e la parrocchia del Signore della Misericordia, istituita l'8 novembre 2000.

## Altre giurisdizioni
Appartiene anche al Distretto Giudiziale di Cali, al Circolo di Registro e Notariato di Buga e alla circoscrizione elettorale della Valle del Cauca, inoltre è Circolo Notarile.

## Turismo

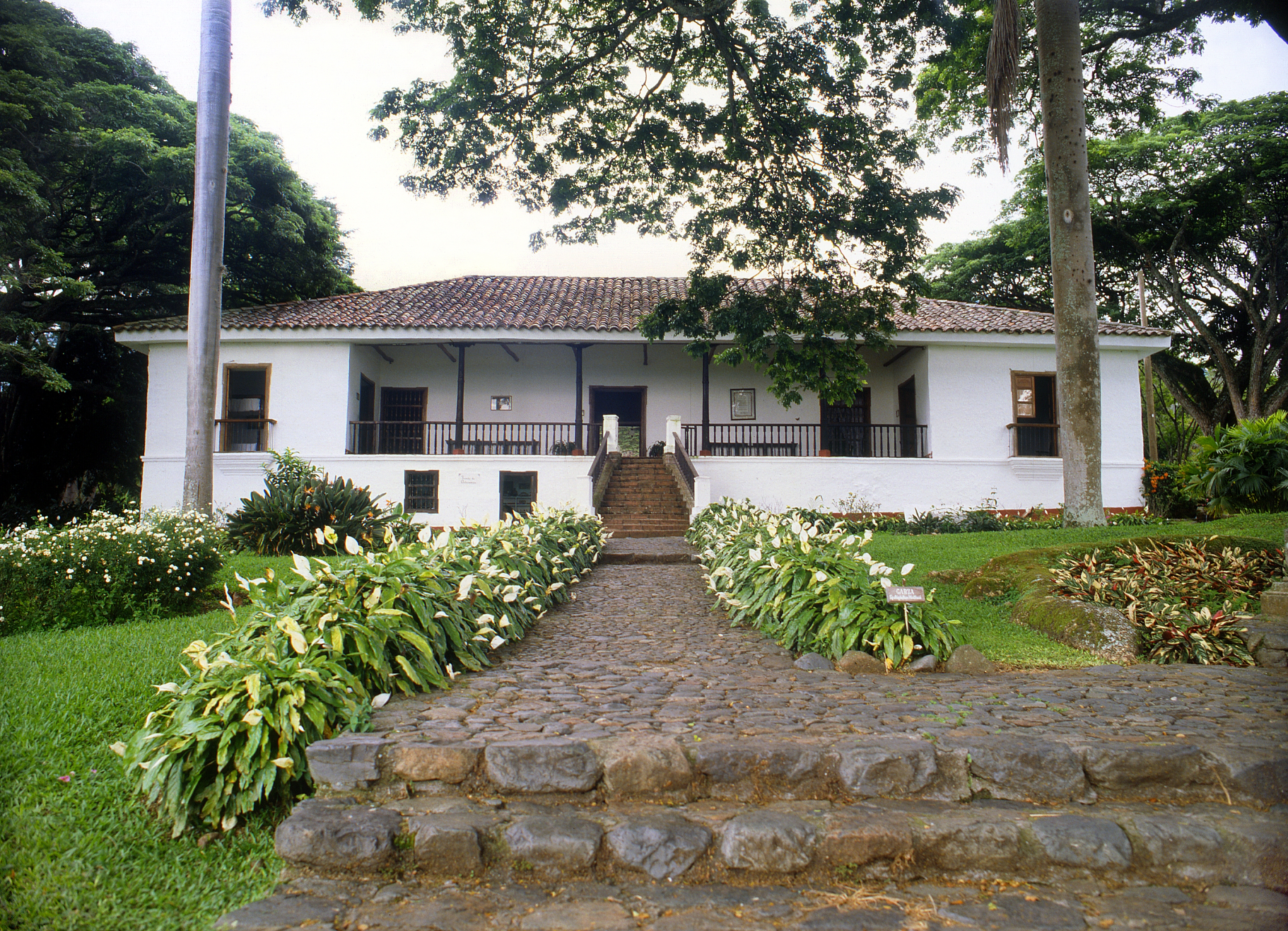
la Hacienda el Paraiso

- Hacienda de El Paraíso, (a 16 km dal capoluogo municipale, sulla strada che conduce a Santa Elena, El Pomo e El Castillo, nella Cordigliera Centrale). Luogo descritto nel romanzo María di Jorge Isaacs (del 1867) e che si è trasformato nella destinazione turistica più importante e dal cui nome nasce la denominazione "Territorio Paraiso" per indicare la zona turistica compresa tra Guacarí, Ginebra, El Cerrito e Palmira. Si trova nel comprensorio la zona chiamata "paseo de la olla" dove è possibile anche praticare sport estremi come: parapendio, mountain-bike, equitazione e torrentismo (canyonig).
- La festa nazionale della cipolla a Tenerife. È una delle feste più famose e suggestive ed è considerata come la "dispensa agricola della Valle del Cauca". Si possono ammirare palme di cera alte fino a 70 metri.
- Il museo della canna da zucchero, che fa parte della tenuta Piedechinche, nel comune centrale. La casa della hacienda Piedechinche, costruita nel XVIII secolo, è una tipica dimostrazione dell'architettura vallecaucana dell'epoca coloniale. I mobili e gli arredi, del XIX secolo e principio del XX secolo, acquisiti da differenti collezioni del paese, sono caratteristici di un'abitazione antica. Questa zona del dipartimento di Valle del Cauca fu la culla dei primi mulini che diedero origine all'industria zuccheriera.
- La festa del contadino di Ajui. È una celebrazione comunitaria contadina, realizzata nel rione di Auji, nell'ambito delle feste per la Vergine della Carmen. Offre una varietà culturale e festosa, mentre proietta la comunità ed i suoi valori in eventi come il "reinado infantil campesino" (regno infantile contadino).

### Progetto Territorio Paraíso
Progetto del governo che comprende l'ampliamento di strade, con incentivi legali ed economici per lo sviluppo del turismo nei comuni di Guacarí, Ginebra, El Cerrito e Palmira.

## Gastronomia
Tra i piatti tipici possiamo trovare l'arroz atollado (piatto di riso), il sancocho (una zuppa), i pandebono (panini) e le empanada.
Tra i dolci troviamo il pan di spagna, il biancomangiare e l'amaretto.
Molte sono le varietà della frutta: uva (in tutti i suoi derivati), chontaduro (frutto della palma Bactris gasipaes), manghi, banane, arance, papaye, nespole e caimos (Pouteria caimito).